# Tamparuli
Tamparuli est une ville de Malaisie qui se trouve dans l'État du Sabah. En 2010 sa population était de 31 000 habitants.